# 弗里德里希·毛雷尔
弗里德里希·毛雷尔（德語：Friedrich Maurer，1912年6月18日—1958年7月10日），奥地利男子手球运动员，场上位置是守门员。他曾代表奥地利参加1936年夏季奥林匹克运动会手球比赛，获得一枚银牌。